# Gam Han-sol
Đây là một tên người Triều Tiên, họ là Gam.
Gam Han-sol (tiếng Hàn: 감한솔; Hanja: 甘한솔; sinh ngày 19 tháng 11 năm 1993) là một hậu vệ bóng đá Hàn Quốc thi đấu cho Seoul E-Land.

## Sự nghiệp câu lạc bộ
Gam gia nhập Daegu FC năm 2015 và ra mắt ở giải vô địch trước Goyang Hi FC ngày 16 tháng 8 năm 2015.

## Sự nghiệp quốc tế
Anh từng là thành viên của đội tuyển U-23 quốc gia Hàn Quốc tham dự Toulon Tournament 2014.

## Thống kê sự nghiệp câu lạc bộ
| Thành tích câu lạc bộ | Thành tích câu lạc bộ | Thành tích câu lạc bộ | Giải vô địch | Giải vô địch | Cúp     | Cúp       | Châu lục | Châu lục  | Tổng cộng | Tổng cộng |
| Mùa giải              | Câu lạc bộ            | Giải vô địch          | Số trận      | Bàn thắng    | Số trận | Bàn thắng | Số trận  | Bàn thắng | Số trận   | Bàn thắng |
| Hàn Quốc              | Hàn Quốc              | Hàn Quốc              | Giải vô địch | Giải vô địch | Cúp KFA | Cúp KFA   | Châu Á   | Châu Á    | Tổng cộng | Tổng cộng |
| --------------------- | --------------------- | --------------------- | ------------ | ------------ | ------- | --------- | -------- | --------- | --------- | --------- |
| 2015                  | Daegu FC              | KL Challenge          | 6            | 0            | 0       | 0         | —        | —         | 6         | 0         |
| Tổng                  | Hàn Quốc              | Hàn Quốc              | 6            | 0            | 0       | 0         | 0        | 0         | 6         | 0         |
| Tổng cộng sự nghiệp   | Tổng cộng sự nghiệp   | Tổng cộng sự nghiệp   | 6            | 0            | 0       | 0         | 0        | 0         | 6         | 0         |